# Fortshtadt
Fortshtadt (del ruso: Фортштадт) es un jútor del raión de Novokubansk, en el krai de Krasnodar de Rusia. Está situado en la orilla derecha del río Kubán, 13 km al sureste de Novokubansk y 166 km al este de Krasnodar. Tenía 427 habitantes en 2010.
Pertenece al municipio Prochnokópskoye.

## Historia
En el emplazamiento de la actual localidad se encontraba el fuerte Prochni Okop erigido en la década de 1780 en el contexto de la línea de fuertes Azov-Mozdok de Johan von Fersen.